# Mont Manypeaks
Le mont Manypeaks (565 m) est un sommet très visible situé à environ 35 kilomètres au nord-est d'Albany, à 10 kilomètres au nord-est de la baie des Deux Peuples et à 6 km au sud-est de la ville de Manypeaks dans la zone d'administration locale de la cité d'Albany.  
La montagne est un point remarquable de la région qui doit son nom au capitaine Matthew Flinders en janvier 1802 alors qu'il explorait la côte méridionale de la région à bord de l'Enquêteur. Flinders a écrit dans son journal : « Il y a un certain nombre de petites pointes sur le haut de cette crête, ce qui m'a incité à lui donner le nom de mont Manypeak ». Le pluriel est devenu la forme acceptée pour l'orthographe. 

## Géologie
Le mont Manypeaks a une longueur totale de 22 kilomètres et une largeur de 3 km. Il est principalement composé de granite ainsi que d'adamellite. Par endroits le granite est recouvert de calcaire.